# Giovanni Antonio Calzabigi
Giovanni Antonio Calzabigi, auch Johann Anton von Calzabigi (* in Livorno; † wohl um 1769 in Italien) war ein italienischer Lottobetreiber. Er führte in Preußen das Lotto ein.

## Leben
Über die frühen Jahre Giovanni Antonio Calzabigis ist wenig bekannt, und die Quellen widersprechen einander. Zum Teil sind Daten aus dem Leben seines Bruders Ranieri de’ Calzabigi in seine Biographie eingewandert. Die beiden waren Sprosse einer livornesischen Kaufmannsfamilie. Möglicherweise wurde er in einem Ministerium in Neapel ausgebildet. 1757 führte er zusammen mit seinem Bruder Ranieri das Genuesische Lotto, eine Variante des Zahlenlottos, in Paris ein. Der Abenteurer und Literat Giacomo Casanova, den die beiden in Paris kennengelernt hatten, beteiligte sich nur als passiver „receveur particulier“ (Privatkollekteur) an ihrer Loterie de l’École Royale Militaire.
Später soll er auch in Brüssel wieder zusammen mit seinem Bruder eine Zahlenlotterie eingeführt haben und verließ dann wohl, von Gläubigern bedrängt, diese Stadt. Ranieri versuchte sich 1761 in Wien, wo er jedoch seinem Konkurrenten Cataldi weichen musste, während Giovanni Antonio nach London ging. Dort herrschte jedoch schon ein etabliertes Staatslotto, so dass Calzabigi schließlich nach Preußen wechselte. Wahrscheinlich vermittelte eine Empfehlung des Londoner Gesandten von Knyphausen an den preußischen König den Kontakt, der sich dann als günstig für den „gewandten und sehr gefährlichen Glücksritter“ erweisen sollte: Nachdem der Siebenjährige Krieg mit dem Frieden von Hubertusburg geendet hatte, sah sich Friedrich II. vor das Problem gestellt, sein Land wieder aufzubauen. Auch seine architektonischen Pläne wollte der König verwirklichen, ohne die Staatskasse allzu sehr zu belasten. Am 8. Februar 1763 richtete er deshalb mit Geldern aus der Kriegskasse ein Lotto ein, indem er zunächst ein staatliches Monopol errichtete.
Die Höchsteinsätze wurden so begrenzt, dass für den Lottounternehmer kein zu großes Risiko entstand. Gezogen wurden jeweils fünf von 90 Nummern, wobei es verschiedene Einsatzmöglichkeiten mit unterschiedlich hohen Gewinnausschüttungen gab. Am 10. Juni 1763 wurden die Einnahmecomptoirs in Berlin und allen königlichen Provinzen eröffnet, die erste Ziehung erfolgte am 31. August desselben Jahres. Zehnmal wurde nach dem ursprünglichen System der Selbstverwaltung des Lottos gezogen und abgerechnet. Nachdem aber einmal ein Gewinn in Höhe von 20.000 Talern angefallen war, gab Friedrich II. das Lotto in die Hände seines frisch ernannten Geheimen Finanz- und Kommerzienrates, jetzt als Johann Anton von Calzabigi bezeichnet, der dafür jährlich eine Pacht von 100.000 Talern zahlen sollte.
1766 zog sich Calzabigi aus dem Lottogeschäft zurück und kehrte wahrscheinlich in sein Heimatland zurück. Drei Jahre lang erhielt er jeweils eine Pension von 3300 Talern; danach ist er wohl verstorben.

## Trivia
Calzabigi und sein Lotto werden in Ernst von Salomons Roman Die schöne Wilhelmine (1965) thematisiert und spielen auch in Tibor Rodes Thriller Das Los (2014) eine Rolle.